# Inti-Illimani
Inti-Illimani (nombre compuesto del término quechua inti, 'Sol', y la palabra aimara Illimani, 'águila dorada', nombre de la montaña cercana a La Paz, Bolivia) es un grupo musical chileno formado en 1967. Junto con Quilapayún, es uno de los grupos más conocidos internacionalmente pertenecientes al movimiento musical llamado Nueva Canción Chilena.

## Historia
Inti-Illimani fue fundado en 1967 por un grupo de estudiantes de la Universidad Técnica del Estado, actualmente denominada Universidad de Santiago de Chile. En 1973, mientras el grupo realizaba una gira por Europa, el Comandante en Jefe del Ejército, Augusto Pinochet, lideró un golpe de Estado contra el gobierno socialista del presidente Salvador Allende, dando inicio a una dictadura militar.
Desde ese momento, los integrantes de Inti-Illimani se vieron impedidos de regresar a su país, por lo que establecieron su exilio y residencia permanente en Italia. Desde allá, apoyaron activamente las campañas de solidaridad internacional por la recuperación de la democracia en Chile.
En septiembre de 1988, tras levantarse la prohibición de ingreso que pesaba sobre ellos, regresaron a Chile, junto con la democracia, donde residen de manera permanente hasta la actualidad.

### El nacimiento del grupo: 1967
En el seno del movimiento político-musical conocido como la Nueva Canción Chilena, que tomó fuerza y protagonismo en Chile entre la segunda mitad de la década de 1960 y principios de la de 1970, y en torno al festivo ambiente de peñas folclóricas en la Universidad Técnica del Estado (UTE),un grupo de estudiantes se unió para conformar un sexteto conformado por Óscar Guzmán, Pedro Yáñez, Horacio Durán (quienes previamente se habían presentado en diversas peñas como Tríode la calera EAO), Ciro Retamal, Luis Cifuentes y Jorge Coulón (quienes participaban en el marco de la Peña de la UTE). Este grupo comienza a ensayar (tres guitarras, charango, quena y bombo), y de esta forma, se da el impulso para proyectar lo que tiempo después sería Inti Illimani. A los pocos días se integró Max Berrú, Luis Espinoza y se retiró Luis Cifuentes.
En agosto de 1967, el guitarrista clásico Eulogio Dávalos al presenciarlos en una actuación, los invitó especialmente a su casa. Según algunas versiones, fue él personalmente quien los bautizó como Inti-Illimani; según otras, su hermana Gloria fue quien propuso bautizar al grupo como "hijos del Illimani". De todas formas, fue en su hogar donde el grupo pasó a llamarse "Inti-Illimani", combinación de un vocablo quechua y aimara que significa "Sol del Illimani" (El Illimani es un monte ubicado en los andes bolivianos que se ve imponente desde La Paz, Bolivia).
|               |
| Horacio Durán |

|                       |
| Max Berrú (1942-2018) |

|              |
| Jorge Coulón |

|             |
| Pedro Yáñez |

A las pocas semanas se retiraron del conjunto Óscar Guzmán, Ciro Retamal y Luis Espinosa. Luego, en octubre de 1967 se integró al grupo Horacio Salinas, un joven estudiante de tan solo 15 años, que provenía del grupo musical del Ballet folclórico Pucará, y quien a la postre sería el director del conjunto durante la mayor parte de su existencia. 
De este modo, entre fines de 1967 y principios de 1968, quedó conformada la primera formación estable del conjunto:

### La etapa inicial: 1968-1973

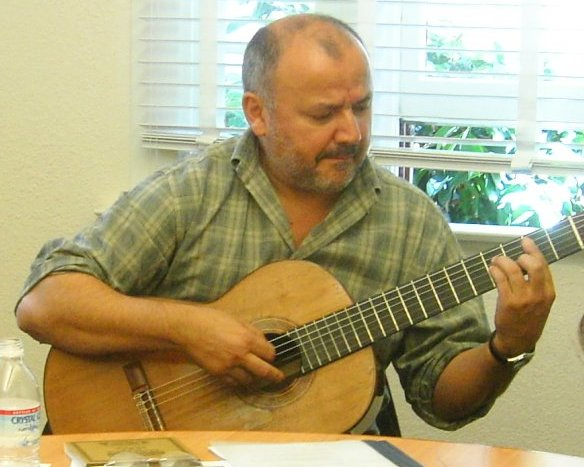
Horacio Salinas director musical entre 1968 y 2001.

En febrero de 1968 Pedro Yáñez abandona el grupo para terminar sus estudios y es reemplazado por Ernesto Pérez de Arce, clarinetista de gran formación jazzística. De este modo, queda conformado el quinteto que graba los primeros 5 discos de Inti-Illimani:
Entre 1968 y mediados de 1969 se integra también al grupo Homero Altamirano, intérprete de guitarra, quena y primera voz, participando en la grabación de dos canciones del LP del programa de televisión Voz para el camino, en el LP Por la CUT, también con dos canciones, y en el primer LP completo del grupo Si somos americanos, grabado en Bolivia en febrero de 1969. Altamirano se retira antes de la edición de Inti-Illimani, el primer LP completo del grupo grabado en Chile. En el intertanto hay un breve receso de algunos meses de Max Berrú.[cita requerida]

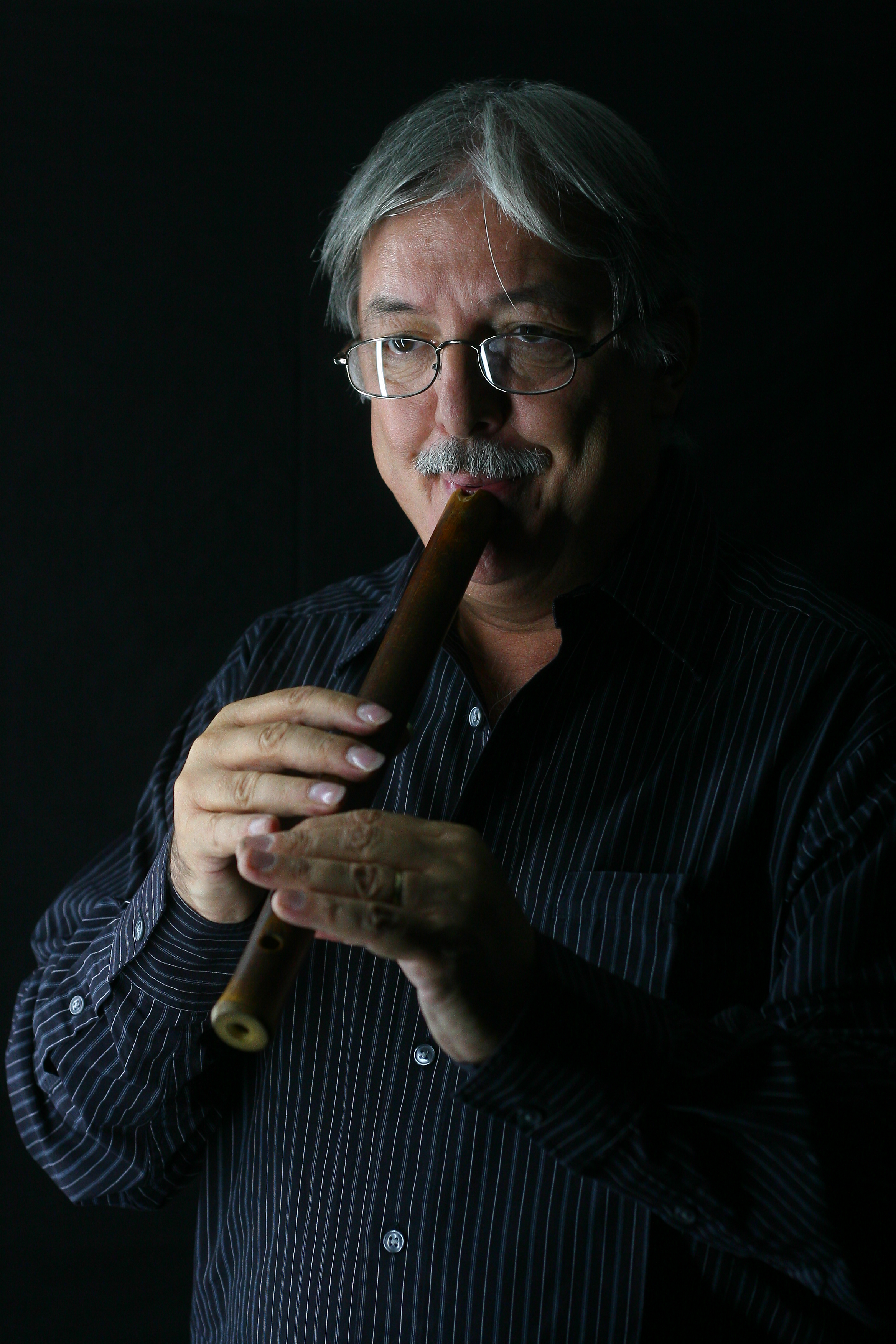
Marcelo Coulón miembro histórico del conjunto

Entre septiembre y diciembre de 1970, el conjunto graba Canto al Programa, un trabajo de musicalización del programa de gobierno del Presidente Salvador Allende, realizado como homenaje a su victoria en la campaña presidencial de dicho año. Dirigen este proyecto Sergio Ortega, autor del himno "Venceremos", y Luis Advis, autor de la Cantata Santa María de Iquique, con quienes desde entonces desarrollan una relación de colaboración musical. En la grabación de este disco Marcelo Coulón reemplaza por tres meses a su hermano Jorge Coulón.[cita requerida]
En 1971 se retira Ernesto Pérez de Arce y se integra José Seves y luego, en diciembre de 1972 se incorpora José Miguel Camus. El grupo queda entonces compuesto por seis integrantes:[cita requerida]

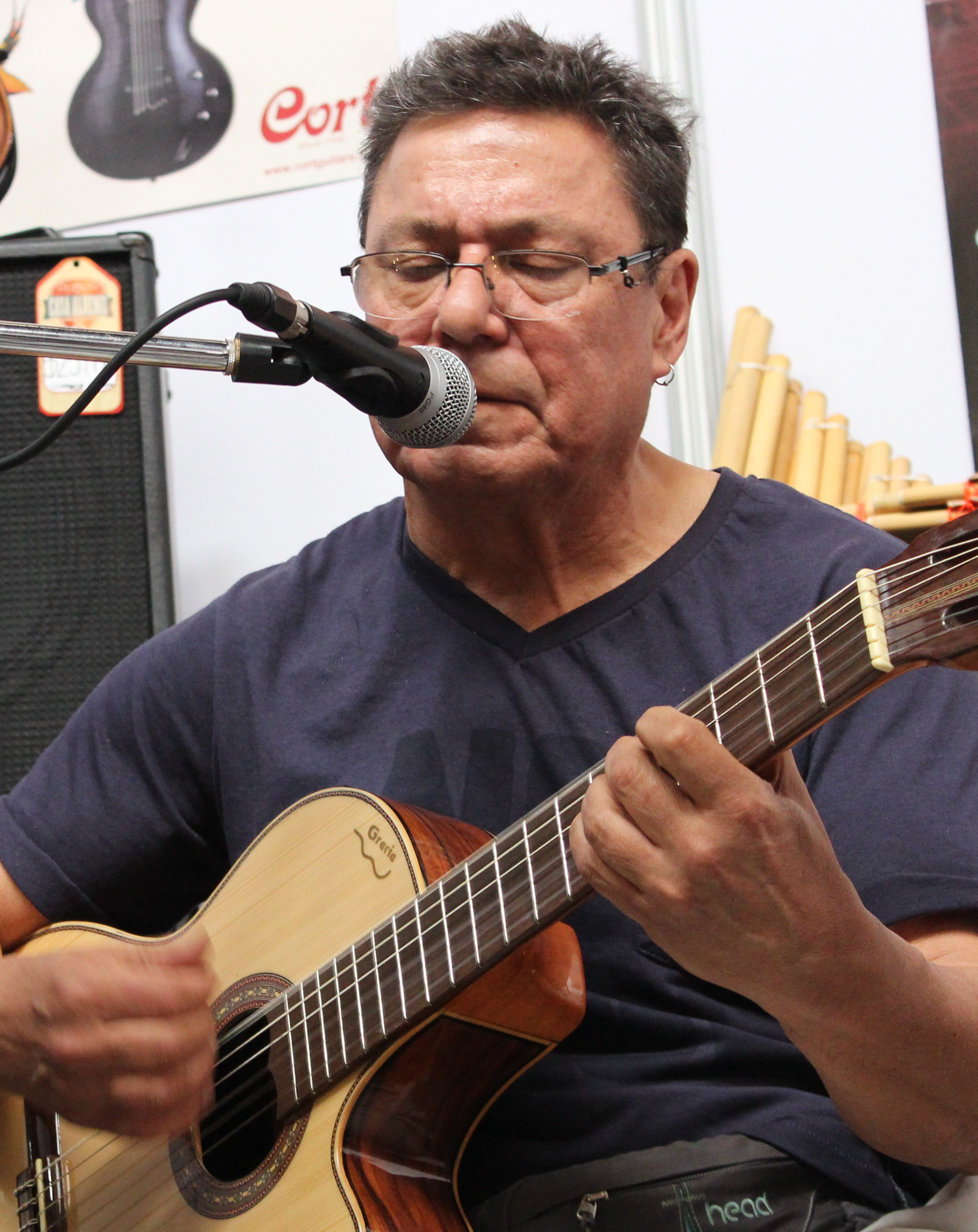
José Seves miembro histórico del conjunto

Desde sus inicios, el grupo realiza giras por países latinoamericanos, siendo las primeras a Argentina, Bolivia y Perú, siguiendo luego por Ecuador, Colombia, Cuba, México, Costa Rica y Venezuela. Sin embargo, la verdadera internacionalización del conjunto ocurre por fuerza mayor a partir del 11 de septiembre de 1973 en adelante. En este día, durante una gira por Europa, los sorprende el golpe militar liderado por Augusto Pinochet contra Allende. Comienzan entonces sus 15 años de exilio político en Italia y su presencia creciente en escenarios de países de todos los continentes del mundo.[cita requerida]

### El exilio político: 1973-1988
A partir del golpe militar de 1973, en Chile se vive una dictadura militar, que deja un saldo de miles de opositores asesinados, detenidos desaparecidos, torturados y exiliados. Entre los miles de víctimas estuvo Víctor Jara, colaborador cercano de Inti-Illimani y uno de los principales representantes del movimiento de la Nueva Canción Chilena.
El conjunto, con prohibición de retornar a Chile, reside forzosamente desde entonces hasta 1988 en Italia, país desde el cual combina su actividad creativa y de conciertos por todo el mundo, con el apoyo a la lucha por el respeto a los derechos humanos, el fin de la dictadura y el retorno de la democracia en su país natal. Entre sus giras por todo el mundo (incluyendo los principales escenarios de Europa, Australia y los Estados Unidos), tocan tres veces en localidades fronterizas con Chile: Tacna (Perú) en 1982, Mendoza (Argentina) en 1985, y en la misma localidad en 1986, conciertos a los cuales asiste gran cantidad de compatriotas que cruzan especialmente la frontera de su país.
Musicalmente, la producción discográfica del conjunto en los primeros cuatro años de exilio (hasta 1977) combina discos de recopilación de música folclórica tradicional latinoamericana con arreglos originales del conjunto, especialmente de Horacio Salinas y José Seves, y discos de canciones con un fuerte componente de protesta política frente a la dictadura militar encabezada por Augusto Pinochet.
A partir de 1978 el énfasis de protesta política de sus canciones, sin desaparecer por completo, tiende a disminuir. Ese año se reedita Canto para una Semilla, obra de Luis Advis sobre textos de Violeta Parra, en italiano. En 1979 publican el primer disco mayoritariamente con temas originales en muchos años, Canción para Matar una culebra, el que es seguido por Palimpsesto en 1981, Imaginación (primera grabación digital del grupo) en 1984 y De Canto y Baile en 1986. 
Durante la década de los ochenta, la BBC Records publicó en Londres dos volúmenes del grupo con la banda sonora de la exitosa serie The Flight of the Condor, por lo cual reciben una nominación para los premios de la Academia Inglesa de Cine y Televisión. Asimismo, realizan grabaciones conjuntas con la cantante finlandesa Arja Saijonmaa (Jag Vill Tacka Livet (Gracias a la Vida) en 1980) y con la cantante norteamericana Holly Near (Sing to me the Dream en 1984). Colaboran también en dos discos de Patricio Manns (Con la Razón y la Fuerza y La Muerte no Va Conmigo) e inician una relación de colaboración con los guitarristas John Williams y Paco Peña, plasmada en dos discos: Fragmentos de un Sueño y Leyenda.
Desde el punto de vista de sus integrantes, hay pocos cambios. En 1978, Marcelo Coulón reemplaza a José Miguel Camus. En 1982 se integra Jorge Ball, quien se retira luego en 1984 siendo reemplazado por Renato Freyggang.

### El retorno a Chile: 1988
En septiembre de 1988, mientras estaban de gira por Estados Unidos, los integrantes del conjunto se enteran en Nueva York de que ha sido derogada la prohibición de ingresar a Chile que pesaba sobre ellos, impuesta por la dictadura de Augusto Pinochet. Retornan inmediatamente al país, siendo recibidos por una multitud en el Aeropuerto Pudahuel de Santiago que los acompaña en una caravana de vehículos hasta el centro de la ciudad.
Se suman de inmediato a la campaña por el No a Pinochet en el plebiscito convocado por este para el 5 de octubre de 1988. Dentro de este marco, realizan un concierto multitudinario junto al grupo Illapu en la población La Bandera, convocado por la coalición Izquierda Unida, conformada por el Partido Comunista, el Partido Socialista (Almeyda), el Movimiento de Izquierda Revolucionaria y otras organizaciones políticas y sociales opositoras al régimen.

### La reinserción: 1989-2001
Tras el retorno de la democracia en Chile, el conjunto vuelve a residir en su patria y continúa desde allí con su actividad creativa y de giras, a Europa, América Latina, Estados Unidos, Australia y Japón. En 1992 participa en la Expo Sevilla como Embajadador Cultural de Chile y, durante principios de los noventa, forma parte del grupo de artistas, junto con Peter Gabriel, Sting, Wynton Marsalis, entre otros, que giran por diversos países con los conciertos de Amnistía Internacional por los Derechos Humanos, siendo uno de los más destacados Desde Chile... un abrazo a la esperanza, realizado en el Estadio Nacional de Santiago, que fue usado como centro de detención y tortura durante la dictadura militar de Pinochet.
Este período se caracteriza por la exploración de sonidos y ámbitos musicales anteriormente no abordados, siempre vinculados a la raíz latinoamericana.
Así, en 1990 publican Leyenda, una nueva colaboración con John Williams y Paco Peña después de Fragmentos de un sueño. Luego, con los discos Andadas (1992), Arriesgaré la piel (1996) y Amar de nuevo (1999), se internan por los ritmos de la ranchera , el vals peruano, la salsa, la cueca, el vallenato y el bolero. La búsqueda en la veta tradicional de la música andina (peruana, boliviana, ecuatoriana, argentina y colombiana) se ve reflejada en el disco Lejanía (1998), mientras simultáneamente se abre un diálogo con la música clásica o docta a través de los discos Sinfónico (1999) y la Cantata La rosa de los vientos (1999). La década de 1990 se cerró con la reedición de los primeros discos de la historia del conjunto y con la publicación de varias recopilaciones de sus canciones más populares: Grandes éxitos (1997), Inti-Illimani interpreta a Víctor Jara (2000) y Antología en vivo (2001). 
Durante esta década se producen diversos cambios de integrantes en el grupo. En 1995 se retiró Renato Freyggang, cuyo lugar fue ocupado por Pedro Villagra, quien a su vez salió en 1998, siendo reemplazado hasta 2000 por Jorge Ball, exintegrante de la agrupación durante el período del exilio en Italia. En 1997 se retiró uno de los miembros fundadores, Max Berrú, y en 1998, José Seves, una de las voces más características del conjunto, quien luego se reintegró entre 2000 y 2001. Por su parte, en 1995 ingresó Efrén Viera, en 1998, Daniel Cantillana, y entre 2000 y 2002 participó como invitado Fernando Julio.

### La renovación: 2001-2004
Durante este período, el conjunto experimentó en un período breve varios cambios de integrantes. En julio de 2001, por diferencias sobre el futuro artístico de la banda, se retiró Horacio Salinas, director musical durante 33 años. Luego, en septiembre del mismo año, se retiró José Seves. Ingresaron, por su parte, los músicos jóvenes Manuel Meriño, quien luego asumió la dirección musical, y Christian González, quien había participado antes como músico invitado en una gira a Estados Unidos. En 2002 se integró Juan Flores.
Con más de un tercio de nuevos integrantes, el grupo publicó el disco y DVD Lugares comunes, varias de cuyas composiciones son de la dupla de Meriño y Cantillana, inspiradas en el sonido clásico de la banda. Luego, en 2003, al cumplirse treinta años del golpe de Estado de Augusto Pinochet y del inicio del exilio político de los miembros históricos de la banda en Italia, editaron el disco Viva Italia (nombre que hace referencia al primer disco del exilio: «Viva Chile»), registrado en vivo en tres conciertos masivos en dicho país, y que incluye varios de los temas mundialmente más conocidos del grupo.
Durante este período, actuaron, entre otros escenarios, en el Festival de Jerusalén, el Festival La Mar de Músicas de España y en Studio 54 de Nueva York, en un homenaje al periodista Charles Horman, asesinado por los militares en el Estadio Nacional en 1973. En febrero de 2004, actuaron por primera vez en su historia en el Festival de la Canción de Viña del Mar.

### 2004, pleito por el nombre
Tras la actuación en el Festival de Viña, Horacio Durán informó su alejamiento del grupo. En junio de 2004, junto con Horacio Salinas y José Seves anuncian su reagrupación bajo el nombre de "Inti-Illimani" , sin que el Inti-Illimani existente dejara de estar en activo, realizando una serie de conciertos, denominados "Inti+Quila", junto con la fracción de Quilapayún dirigida por Eduardo Carrasco Pirard. El argumento dado por Horacio Salinas para explicar esta reagrupación es que el grueso de la creaciones propias del grupo lo han realizado Salinas, Seves y Durán donde la participación de los hermanos Coulón ha sido mínima, participando siempre como acompañantes, y con los nuevos reemplazos siguen siendo acompañantes, el grueso de la creación musical lo realiza Meriño y Cantillana.
La Sociedad de Creaciones Artísticas Inti Illimani (integrada por Max Berrú, Jorge y Marcelo Coulón, Horacio Durán, Horacio Salinas y José Seves) tenía prevista la posibilidad de acudir a un arbitraje para resolver, dentro de otras muchas cosas, eventuales disputas sobre el uso del nombre. Al surgir el conflicto entre ambas agrupaciones se somete el mismo, a fines de 2004, a un árbitro que en noviembre de 2005 dicta un laudo por el cual el grupo liderado por Horacio Salinas debía denominarse Inti-Illimani Histórico (apelativo utilizado desde antes de la resolución arbitral por algunos medios de prensa y por la propia agrupación) para diferenciarse temporalmente del otro existente, que debía pasar a denominarse Inti-Illimani "Nuevo". La banda liderada por Jorge Coulón, el Inti Illimani que no dejó de tocar, rechaza dicha resolución arbitral alegando, entre otros argumentos, que son la continuidad natural del conjunto y nada los obliga a adoptar un apellido que no desean asumir.
En mayo de 2006, tres miembros jóvenes de este grupo presentaron un recurso de protección ante una sala de la Corte de Apelaciones de Santiago, la cual aceptó sus argumentos, declarando inválida la resolución del árbitro, pero en definitiva la Corte Suprema de Justicia de Chile revocó el fallo de primera instancia, con lo que se debía volver a la distinción entre grupos usando los apelativos de "Nuevo" e "Histórico", hasta que hubiera un fallo final definitivo por parte del árbitro. Sin embargo, los integrantes del Inti-Illimani donde participan los hermanos Coulón continúan manifestando su rechazo al uso del apelativo "Nuevo" impuesto por el árbitro Roberto Garretón y utilizan el nombre acompañado de una "(R)" en alusión a "Resistencia", según Jorge Coulón o a "Marca Registrada", según otras versiones.
En junio de 2007, los integrantes de Inti Illimani que rechazaban el uso del apelativo "nuevo" inscribieron a su nombre la marca "Inti-Illimani" en Estados Unidos y la Unión Europea (en la OAMI, número de Marca 005048665), mientras el arbitraje en Chile aún no había concluido, impidiendo con ello el uso de la marca en estos territorios por entidades distintas a la que tiene el arriendo, y provocando que el grupo Inti-Illimani Histórico no pudiera actuar en esos países.
Ese mismo mes se dictó la resolución final en el arbitraje, la que establece la disolución definitiva de la sociedad dueña de la marca "Inti-Illimani" (compuesta por Jorge y Marcelo Coulón, Max Berrú, Horacio Salinas, Horacio Durán y José Seves), y el finiquito del arriendo del nombre al grupo Inti Illimani que rechaza el apelativo de "nuevo". Mientras se liquida la sociedad y sus bienes, deberá mantenerse la denominación de “Históricos” y “Nuevos” para ambas bandas. Hasta la fecha esta resolución aún no se ha hecho efectiva.
En septiembre del 2007, el grupo Inti Illimani que rechaza la denominación de "nuevo" realizó en el Teatro Caupolicán de Santiago de Chile, el concierto de celebración de los 40 años de trayectoria, concierto al que asistieron entre otros los miembros históricos Pedro Yáñez, Homero Altamirano, Ernesto Pérez de Arce y Max Berrú. Por su parte, en diciembre del mismo año, Inti-Illimani Histórico realizó dos conciertos con el guitarrista australiano John Williams, quien, antes del actual pleito, grabó en 1987 y 1990 junto a Inti-Illimani sus discos Fragmentos de un Sueño y Leyenda.
En diciembre de 2007, Marcelo Coulón (miembro del Inti Illimani que rechaza la denominación de "nuevo"), interpuso un recurso de queja contra el árbitro Roberto Garretón, el cual fue rechazado en dos instancias, una en la Corte de Apelaciones y otra en la Corte Suprema.
En marzo de 2008 Inti-Illimani Histórico solicitó formalmente ante la OAMI la anulación de la inscripción de la marca realizada por el grupo Inti-Illimani que no acepta la denominación de "nuevo", solicitud que fue declarada inadmisible en octubre de 2009.
La marca "Inti Illimani" continúa en arriendo por el Inti Illimani Nuevo, el cual deduce el pago respectivo a los integrantes de la sociedad, que continúa aún vigente, aunque tres de sus integrantes se han mostrado favorables a poner fin al mismo.
Durante el año 2008, ambos conjuntos envueltos en el pleito judicial han realizado conciertos en homenaje a la figura del Presidente Salvador Allende. Durante junio y julio, tras un concierto realizado en el Teatro Caupolicán ante 4.000 personas, Inti-Illimani Histórico realizó un gira por Francia, Bélgica, Alemania e Italia, en el marco de la cual se conmemoraron los 100 años del natalicio de Allende.
Por su parte, el 21 de septiembre de 2008, Inti-Illimani Nuevo realizó un concierto en homenaje a los 100 años del natalicio del Presidente Salvador Allende, apoyado por la Fundación Salvador Allende, la Central Unitaria de Trabajadores, el Consejo Nacional de la Cultura y las Artes y otros organismos sociales. El evento consistió en la interpretación de 100 canciones (una por cada año de Salvador Allende), duró poco más de 8 horas y asistieron entre cinco y quince mil personas (según distintas estimaciones) de manera gratuita.

### Nuevo álbumes por separado (2002-presente)
Tanto Inti-Illimani Nuevo como Inti-Illimani Histórico lanzaron en 2010, 2014 y 2017 nuevas producciones discográficas.

## Integrantes
Los fundadores de Inti-Illimani son los músicos Óscar Guzmán, Horacio Durán, Pedro Yáñez, Jorge Coulón, Max Berrú y Ciro Retamal. El mismo año, en 1967, Horacio Salinas se integra a la banda, reemplazando al año siguiente a Pedro Yáñez como director artístico de la banda, rol que ejerce hasta el 2001, año en que toma su lugar Manuel Meriño quien será el director artístico de Inti Illimani hasta 2022.
Desde el año 2004 se crea la agrupación Inti-Illimani Histórico, conformada por Durán, Salinas, José Seves y Jorge Ball. Esta banda incluye además a otros tres integrantes.

### Línea de tiempo
| Año » | 67              | 68              | 69              | 70                | 71                | 72                    | 73                    |                       |                       |                       |                       | 78                    | 79                    |                 |                 | 82              |                 | 84              | 85               |                  |                  |                  |                  |                  |                  |                  |                  | 94               | 95              |                 | 97              | 98              | 99              | 00              | 01              | 02             | 03             | 04                 | 05                 |                    |                    |                    |                    | 10                 | 11                 |                    |                    | 14                 |                    |                    |                    |                    | 19                 |                    |                    | 22                 | 23                 |
|       |                 | Óscar Guzmán    |                 |                   |                   |                       |                       |                       |                       |                       |                       |                       |                       |                 |                 |                 |                 |                 |                  |                  |                  |                  |                  |                  |                  |                  |                  |                  |                 |                 |                 |                 |                 |                 |                 |                |                |                    |                    |                    |                    |                    |                    |                    |                    |                    |                    |                    |                    |                    |                    |                    |                    |                    |                    |                    |                    |
|       |                 | Ciro Retamal    |                 |                   |                   |                       |                       |                       |                       |                       |                       |                       |                       |                 |                 |                 |                 |                 |                  |                  |                  |                  |                  |                  |                  |                  |                  |                  |                 |                 |                 |                 |                 |                 |                 |                |                |                    |                    |                    |                    |                    |                    |                    |                    |                    |                    |                    |                    |                    |                    |                    |                    |                    |                    |                    |                    |
|       |                 | Luis Espinoza   |                 |                   |                   |                       |                       |                       |                       |                       |                       |                       |                       |                 |                 |                 |                 |                 |                  |                  |                  |                  |                  |                  |                  |                  |                  |                  |                 |                 |                 |                 |                 |                 |                 |                |                |                    |                    |                    |                    |                    |                    |                    |                    |                    |                    |                    |                    |                    |                    |                    |                    |                    |                    |                    |                    |
| +info |                 | Pedro Yañez     | Pedro Yañez     | Pedro Yañez       | Pedro Yañez       | Pedro Yañez           | Pedro Yañez           | Pedro Yañez           | Pedro Yañez           |                       |                       |                       |                       |                 |                 |                 |                 |                 |                  |                  |                  |                  |                  |                  |                  |                  |                  |                  |                 |                 |                 |                 |                 |                 |                 |                |                |                    |                    |                    |                    |                    |                    |                    |                    |                    |                    |                    |                    |                    |                    |                    |                    |                    |                    |                    |                    |
| +info | Max Berrú       | Max Berrú       | Max Berrú       | Max Berrú         | Max Berrú         | Max Berrú             | Max Berrú             | Max Berrú             | Max Berrú             | Max Berrú             | Max Berrú             | Max Berrú             | Max Berrú             | Max Berrú       | Max Berrú       | Max Berrú       | Max Berrú       | Max Berrú       | Max Berrú        | Max Berrú        | Max Berrú        | Max Berrú        | Max Berrú        | Max Berrú        | Max Berrú        | Max Berrú        | Max Berrú        | Max Berrú        | Max Berrú       | Max Berrú       | Max Berrú       |                 |                 |                 |                 |                |                |                    |                    |                    |                    |                    |                    |                    |                    |                    |                    |                    |                    |                    |                    |                    |                    |                    |                    |                    |                    |
| +info | Jorge Coulón    | Jorge Coulón    | Jorge Coulón    | Jorge Coulón      | Jorge Coulón      | Jorge Coulón          | Jorge Coulón          | Jorge Coulón          | Jorge Coulón          | Jorge Coulón          | Jorge Coulón          | Jorge Coulón          | Jorge Coulón          | Jorge Coulón    | Jorge Coulón    | Jorge Coulón    | Jorge Coulón    | Jorge Coulón    | Jorge Coulón     | Jorge Coulón     | Jorge Coulón     | Jorge Coulón     | Jorge Coulón     | Jorge Coulón     | Jorge Coulón     | Jorge Coulón     | Jorge Coulón     | Jorge Coulón     | Jorge Coulón    | Jorge Coulón    | Jorge Coulón    | Jorge Coulón    | Jorge Coulón    | Jorge Coulón    | Jorge Coulón    | Jorge Coulón   | Jorge Coulón   | Jorge Coulón       | Jorge Coulón       | Jorge Coulón       | Jorge Coulón       | Jorge Coulón       | Jorge Coulón       | Jorge Coulón       | Jorge Coulón       | Jorge Coulón       | Jorge Coulón       | Jorge Coulón       | Jorge Coulón       | Jorge Coulón       | Jorge Coulón       | Jorge Coulón       | Jorge Coulón       | Jorge Coulón       | Jorge Coulón       | Jorge Coulón       | Jorge Coulón       |
| +info | Horacio Durán   | Horacio Durán   | Horacio Durán   | Horacio Durán     | Horacio Durán     | Horacio Durán         | Horacio Durán         | Horacio Durán         | Horacio Durán         | Horacio Durán         | Horacio Durán         | Horacio Durán         | Horacio Durán         | Horacio Durán   | Horacio Durán   | Horacio Durán   | Horacio Durán   | Horacio Durán   | Horacio Durán    | Horacio Durán    | Horacio Durán    | Horacio Durán    | Horacio Durán    | Horacio Durán    | Horacio Durán    | Horacio Durán    | Horacio Durán    | Horacio Durán    | Horacio Durán   | Horacio Durán   | Horacio Durán   | Horacio Durán   | Horacio Durán   | Horacio Durán   | Horacio Durán   | Horacio Durán  | Horacio Durán  | Horacio Durán      | Horacio Durán      | Horacio Durán      | Horacio Durán      | Horacio Durán      | Horacio Durán      | Horacio Durán      | Horacio Durán      | Horacio Durán      | Horacio Durán      | Horacio Durán      | Horacio Durán      | Horacio Durán      | Horacio Durán      | Horacio Durán      | Horacio Durán      | Horacio Durán      | Horacio Durán      | Horacio Durán      | Horacio Durán      |
| +info | Horacio Salinas | Horacio Salinas | Horacio Salinas | Horacio Salinas   | Horacio Salinas   | Horacio Salinas       | Horacio Salinas       | Horacio Salinas       | Horacio Salinas       | Horacio Salinas       | Horacio Salinas       | Horacio Salinas       | Horacio Salinas       | Horacio Salinas | Horacio Salinas | Horacio Salinas | Horacio Salinas | Horacio Salinas | Horacio Salinas  | Horacio Salinas  | Horacio Salinas  | Horacio Salinas  | Horacio Salinas  | Horacio Salinas  | Horacio Salinas  | Horacio Salinas  | Horacio Salinas  | Horacio Salinas  | Horacio Salinas | Horacio Salinas | Horacio Salinas | Horacio Salinas | Horacio Salinas | Horacio Salinas | Horacio Salinas |                |                | Horacio Salinas    | Horacio Salinas    | Horacio Salinas    | Horacio Salinas    | Horacio Salinas    | Horacio Salinas    | Horacio Salinas    | Horacio Salinas    | Horacio Salinas    | Horacio Salinas    | Horacio Salinas    | Horacio Salinas    | Horacio Salinas    | Horacio Salinas    | Horacio Salinas    | Horacio Salinas    | Horacio Salinas    | Horacio Salinas    | Horacio Salinas    | Horacio Salinas    |
| +info |                 |                 |                 | Homero Altamirano | Homero Altamirano | Homero Altamirano     | Homero Altamirano     | Homero Altamirano     | Homero Altamirano     | Homero Altamirano     | Homero Altamirano     |                       |                       |                 |                 |                 |                 |                 |                  |                  |                  |                  |                  |                  |                  |                  |                  |                  |                 |                 |                 |                 |                 |                 |                 |                |                |                    |                    |                    |                    |                    |                    |                    |                    |                    |                    |                    |                    |                    |                    |                    |                    |                    |                    |                    |                    |
| +info |                 |                 |                 |                   |                   | Ernesto Pérez de Arce | Ernesto Pérez de Arce | Ernesto Pérez de Arce | Ernesto Pérez de Arce | Ernesto Pérez de Arce | Ernesto Pérez de Arce | Ernesto Pérez de Arce | Ernesto Pérez de Arce |                 |                 |                 |                 |                 |                  |                  |                  |                  |                  |                  |                  |                  |                  |                  |                 |                 |                 |                 |                 |                 |                 |                |                |                    |                    |                    |                    |                    |                    |                    |                    |                    |                    |                    |                    |                    |                    |                    |                    |                    |                    |                    |                    |
| +info |                 |                 |                 |                   |                   | Marcelo Coulón        | Marcelo Coulón        | Marcelo Coulón        | Marcelo Coulón        | Marcelo Coulón        | Marcelo Coulón        | Marcelo Coulón        | Marcelo Coulón        | Marcelo Coulón  | Marcelo Coulón  | Marcelo Coulón  | Marcelo Coulón  | Marcelo Coulón  | Marcelo Coulón   | Marcelo Coulón   | Marcelo Coulón   | Marcelo Coulón   | Marcelo Coulón   | Marcelo Coulón   | Marcelo Coulón   | Marcelo Coulón   | Marcelo Coulón   | Marcelo Coulón   | Marcelo Coulón  | Marcelo Coulón  | Marcelo Coulón  | Marcelo Coulón  | Marcelo Coulón  | Marcelo Coulón  | Marcelo Coulón  | Marcelo Coulón | Marcelo Coulón | Marcelo Coulón     | Marcelo Coulón     | Marcelo Coulón     | Marcelo Coulón     | Marcelo Coulón     | Marcelo Coulón     | Marcelo Coulón     | Marcelo Coulón     | Marcelo Coulón     | Marcelo Coulón     | Marcelo Coulón     | Marcelo Coulón     | Marcelo Coulón     |                    |                    |                    |                    |                    |                    |                    |
| +info |                 |                 |                 |                   |                   | José Seves            | José Seves            | José Seves            | José Seves            | José Seves            | José Seves            | José Seves            | José Seves            | José Seves      | José Seves      | José Seves      | José Seves      | José Seves      | José Seves       | José Seves       | José Seves       | José Seves       | José Seves       | José Seves       | José Seves       | José Seves       | José Seves       | José Seves       | José Seves      | José Seves      | José Seves      | José Seves      |                 |                 |                 |                |                | José Seves         | José Seves         | José Seves         | José Seves         | José Seves         | José Seves         | José Seves         | José Seves         | José Seves         | José Seves         | José Seves         | José Seves         | José Seves         | José Seves         | José Seves         | José Seves         | José Seves         | José Seves         | José Seves         | José Seves         |
| +info |                 |                 |                 |                   |                   |                       | J. M. Camus           | J. M. Camus           | J. M. Camus           | J. M. Camus           | J. M. Camus           | J. M. Camus           |                       |                 |                 |                 |                 |                 |                  |                  |                  |                  |                  |                  |                  |                  |                  |                  |                 |                 |                 |                 |                 |                 |                 |                |                |                    |                    |                    |                    |                    |                    |                    |                    |                    |                    |                    |                    |                    |                    |                    |                    |                    |                    |                    |                    |
| +info |                 |                 |                 |                   |                   |                       |                       |                       |                       |                       |                       |                       |                       |                 |                 | Ball            | Ball            | Ball            |                  |                  |                  |                  |                  |                  |                  |                  |                  |                  |                 |                 |                 |                 |                 |                 |                 |                |                | Jorge Ball         | Jorge Ball         | Jorge Ball         | Jorge Ball         | Jorge Ball         | Jorge Ball         | Jorge Ball         |                    |                    |                    |                    |                    |                    |                    |                    |                    |                    |                    |                    |                    |
| +info |                 |                 |                 |                   |                   |                       |                       |                       |                       |                       |                       |                       |                       |                 |                 |                 |                 |                 | Renato Freyggang | Renato Freyggang | Renato Freyggang | Renato Freyggang | Renato Freyggang | Renato Freyggang | Renato Freyggang | Renato Freyggang | Renato Freyggang | Renato Freyggang |                 |                 |                 |                 |                 |                 |                 |                |                |                    |                    |                    |                    |                    |                    |                    |                    |                    |                    |                    |                    |                    |                    |                    |                    |                    |                    |                    |                    |
| +info |                 |                 |                 |                   |                   |                       |                       |                       |                       |                       |                       |                       |                       |                 |                 |                 |                 |                 |                  |                  |                  |                  |                  |                  |                  |                  |                  |                  | Villagra        | Villagra        | Villagra        | Villagra        |                 |                 |                 |                |                |                    |                    |                    |                    |                    |                    |                    |                    |                    |                    |                    |                    |                    |                    |                    |                    |                    |                    |                    |                    |
| +info |                 |                 |                 |                   |                   |                       |                       |                       |                       |                       |                       |                       |                       |                 |                 |                 |                 |                 |                  |                  |                  |                  |                  |                  |                  |                  |                  |                  | Efrén Viera     | Efrén Viera     | Efrén Viera     | Efrén Viera     | Efrén Viera     | Efrén Viera     | Efrén Viera     | Efrén Viera    | Efrén Viera    | Efrén Viera        | Efrén Viera        | Efrén Viera        | Efrén Viera        | Efrén Viera        | Efrén Viera        | Efrén Viera        | Efrén Viera        | Efrén Viera        | Efrén Viera        | Efrén Viera        | Efrén Viera        | Efrén Viera        | Efrén Viera        | Efrén Viera        | Efrén Viera        | Efrén Viera        | Efrén Viera        | Efrén Viera        | Efrén Viera        |
| +info |                 |                 |                 |                   |                   |                       |                       |                       |                       |                       |                       |                       |                       |                 |                 |                 |                 |                 |                  |                  |                  |                  |                  |                  |                  |                  |                  |                  |                 |                 |                 |                 | Cantillana      | Cantillana      | Cantillana      | Cantillana     | Cantillana     | Daniel Cantillana  | Daniel Cantillana  | Daniel Cantillana  | Daniel Cantillana  | Daniel Cantillana  | Daniel Cantillana  | Daniel Cantillana  | Daniel Cantillana  | Daniel Cantillana  | Daniel Cantillana  | Daniel Cantillana  | Daniel Cantillana  | Daniel Cantillana  | Daniel Cantillana  | Daniel Cantillana  | Daniel Cantillana  | Daniel Cantillana  | Daniel Cantillana  | Daniel Cantillana  | Daniel Cantillana  |
| +info |                 |                 |                 |                   |                   |                       |                       |                       |                       |                       |                       |                       |                       |                 |                 |                 |                 |                 |                  |                  |                  |                  |                  |                  |                  |                  |                  |                  |                 |                 |                 |                 |                 |                 |                 |                |                | Manuel Meriño      | Manuel Meriño      | Manuel Meriño      | Manuel Meriño      | Manuel Meriño      | Manuel Meriño      | Manuel Meriño      | Manuel Meriño      | Manuel Meriño      | Manuel Meriño      | Manuel Meriño      | Manuel Meriño      | Manuel Meriño      | Manuel Meriño      | Manuel Meriño      | Manuel Meriño      | Manuel Meriño      | Manuel Meriño      | Manuel Meriño      |                    |
| +info |                 |                 |                 |                   |                   |                       |                       |                       |                       |                       |                       |                       |                       |                 |                 |                 |                 |                 |                  |                  |                  |                  |                  |                  |                  |                  |                  |                  |                 |                 |                 |                 |                 |                 |                 |                |                | Christian González | Christian González | Christian González | Christian González | Christian González | Christian González | Christian González | Christian González | Christian González | Christian González | Christian González | Christian González | Christian González | Christian González | Christian González | Christian González | Christian González | Christian González | Christian González | Christian González |
| +info |                 |                 |                 |                   |                   |                       |                       |                       |                       |                       |                       |                       |                       |                 |                 |                 |                 |                 |                  |                  |                  |                  |                  |                  |                  |                  |                  |                  |                 |                 |                 |                 |                 |                 |                 |                |                | Juan Flores        | Juan Flores        | Juan Flores        | Juan Flores        | Juan Flores        | Juan Flores        | Juan Flores        | Juan Flores        | Juan Flores        | Juan Flores        | Juan Flores        | Juan Flores        | Juan Flores        | Juan Flores        | Juan Flores        | Juan Flores        |                    |                    |                    |                    |
| +info |                 |                 |                 |                   |                   |                       |                       |                       |                       |                       |                       |                       |                       |                 |                 |                 |                 |                 |                  |                  |                  |                  |                  |                  |                  |                  |                  |                  |                 |                 |                 |                 |                 |                 |                 |                |                | Danilo Donoso      | Danilo Donoso      | Danilo Donoso      | Danilo Donoso      | Danilo Donoso      | Danilo Donoso      | Danilo Donoso      | Danilo Donoso      | Danilo Donoso      | Danilo Donoso      | Danilo Donoso      | Danilo Donoso      | Danilo Donoso      | Danilo Donoso      | Danilo Donoso      | Danilo Donoso      | Danilo Donoso      | Danilo Donoso      | Danilo Donoso      | Danilo Donoso      |
| +info |                 |                 |                 |                   |                   |                       |                       |                       |                       |                       |                       |                       |                       |                 |                 |                 |                 |                 |                  |                  |                  |                  |                  |                  |                  |                  |                  |                  |                 |                 |                 |                 |                 |                 |                 |                |                | Camilo Salinas     | Camilo Salinas     | Camilo Salinas     | Camilo Salinas     | Camilo Salinas     | Camilo Salinas     | Camilo Salinas     | Camilo Salinas     | Camilo Salinas     | Camilo Salinas     | Camilo Salinas     | Camilo Salinas     | Camilo Salinas     | Camilo Salinas     | Camilo Salinas     | Camilo Salinas     | Camilo Salinas     | Camilo Salinas     | Camilo Salinas     | Camilo Salinas     |
| +info |                 |                 |                 |                   |                   |                       |                       |                       |                       |                       |                       |                       |                       |                 |                 |                 |                 |                 |                  |                  |                  |                  |                  |                  |                  |                  |                  |                  |                 |                 |                 |                 |                 |                 |                 |                |                | Fernando Julio     | Fernando Julio     | Fernando Julio     | Fernando Julio     | Fernando Julio     | Fernando Julio     | Fernando Julio     | Fernando Julio     | Fernando Julio     | Fernando Julio     | Fernando Julio     | Fernando Julio     | Fernando Julio     | Fernando Julio     | Fernando Julio     | Fernando Julio     | Fernando Julio     | Fernando Julio     | Fernando Julio     | Fernando Julio     |
| +info |                 |                 |                 |                   |                   |                       |                       |                       |                       |                       |                       |                       |                       |                 |                 |                 |                 |                 |                  |                  |                  |                  |                  |                  |                  |                  |                  |                  |                 |                 |                 |                 |                 |                 |                 |                |                |                    | César Jara         | César Jara         | César Jara         | César Jara         | César Jara         | César Jara         | César Jara         | César Jara         | César Jara         | César Jara         | César Jara         | César Jara         | César Jara         | César Jara         | César Jara         | César Jara         | César Jara         | César Jara         | César Jara         |
| +info |                 |                 |                 |                   |                   |                       |                       |                       |                       |                       |                       |                       |                       |                 |                 |                 |                 |                 |                  |                  |                  |                  |                  |                  |                  |                  |                  |                  |                 |                 |                 |                 |                 |                 |                 |                |                |                    |                    |                    |                    |                    |                    |                    |                    |                    |                    | Hermes Villalobos  | Hermes Villalobos  | Hermes Villalobos  | Hermes Villalobos  | Hermes Villalobos  | Hermes Villalobos  | Hermes Villalobos  | Hermes Villalobos  | Hermes Villalobos  | Hermes Villalobos  |

      Miembros de Inti-Illimani (R)
      Miembros de Inti-Illimani Histórico
Los nombres en cursivas son los integrantes de la sociedad propietaria de Inti-Illimani.

## Discografía
Inti-Illimani tiene más de medio centenar de álbumes, entre sus álbumes de estudio oficiales, álbumes en vivo, bandas sonoras, entre otros.

### Álbumes de estudio
Los distintos álbumes de estudio de la banda, sin contar sus bandas sonoras entre otros proyectos musicales, son los siguientes:
- 1969 - Si somos americanos
- 1969 - A la Revolución Mexicana
- 1969 - Inti-Illimani
- 1970 - Inti-Illimani
- 1970 - Canto al programa
- 1971 - Autores chilenos
- 1972 - Canto para una semilla (con Isabel Parra y Carmen Bunster)
- 1973 - Canto de pueblos andinos
- 1973 - Viva Chile!
- 1974 - La Nueva Canción Chilena (Inti-Illimani 2)
- 1975 - Canto de pueblos andinos (Inti-Illimani 3)
- 1975 - Hacia la libertad (Inti-Illimani 4)
- 1976 - Canto de pueblos andinos, vol. 2 (Inti-Illimani 5)
- 1977 - Chile resistencia (Inti-Illimani 6)
- 1978 - Canto per un seme (con Isabel Parra y Edmonda Aldini)
- 1978 - Canto para una semilla (con Isabel Parra y Marés González)
- 1979 - Canción para matar una culebra
- 1979 - Jag Vill Tacka Livet (con Arja Saijonmaa)
- 1981 - Palimpsesto
- 1984 - Imaginación
- 1985 - Chant pour une semence (con Isabel Parra y Francesca Solleville)
- 1985 - La muerte no va conmigo (con Patricio Manns)
- 1986 - De canto y baile
- 1987 - Fragmentos de un sueño (con John Williams y Paco Peña)
- 1990 - Leyenda (con John Williams y Paco Peña)
- 1993 - Andadas
- 1996 - Arriesgaré la piel
- 1998 - Lejanía
- 1998 - Amar de nuevo
- 1999 - La rosa de los vientos
- 1999 - Inti-Illimani sinfónico
- 1999 - Inti-Illimani interpreta a Víctor Jara

| Álbumes de Inti-Illimani Nuevo - 2002 - Lugares comunes - 2006 - Pequeño mundo - 2010 - Meridiano (con Francesca Gagnon) - 2013 - La máquina del tiempo - 2014 - Teoría de cuerdas - 2017 - El Canto de Todos | Álbumes de Inti-Illimani Histórico - 2005 - Inti + Quila Música en la memoria Vol. I (con Quilapayún e invitados) - 2006 - Inti + Quila Música en la memoria Vol. II (con Quilapayún e invitados) - 2006 - Esencial - 2010 - Travesura (con Diego el Cigala y Eva Ayllón) - 2014 - Inti-Illimani Histórico Canta a Manns - 2016 - Fiesta - 2018 - Malé |

### Álbumes en vivo
- 1980 - En directo
- 1984 - Sing to Me the Dream (con Holly Near)
- 1992 - Conciertos Italia '92 (no oficial)
- 1997 - En vivo en el Monumental
- 2001 - Antología en vivo
- 2003 - Viva Italia

| Álbumes de Inti-Illimani Nuevo - 2013 - La máquina del tiempo | Álbumes de Inti-Illimani Histórico - 2006 - Antología en vivo - 2012 - Eva Ayllón + Inti-Illimani Histórico |

## Videos y DVD
- 1976 - Vientos del Pueblo-Inti-Illimani en el Sannio y Matese Documental Rai Italia de Ugo Gregoretti
- 1994 - Inti-Illimani Live. Video PAL. ITALIA: Warner Music Vision, 4509 98840 3. 76 minutos.
- 1996 - Arriesgaré la piel en vivo. Video NTSC. CHI: EMI Odeón Chilena, 491748-3. 90 minutos.
- 2003 - Lugares Comunes - Court central - Santiago - Chile. DVD NTSC, multizona. CHI: Warner Music
- 2007 - Donde las nubes cantan. Documental. Italia. de Francesco Cordio y Paolo Pagnoncelli

Desde el inicio del pleito en 2004 Inti-Illimani Histórico cuenta también Videos y DVD, detallados en su artículo.

## Libros
- 1977: Delogu, Ignacio; Coulón, Jorge. Inti-Illimani, canti di lotta, d’amore e di lavoro. Roma: Newton Compton Editori. 160 Págs.
- 1989: Cifuentes, Luis. Fragmentos de un sueño: Inti-Illimani y la generación de los 60. Santiago: Ediciones Logos. 310 Págs.
- 2003: Brigaglia, Aldo. Inti Illimani. Viva Italia 30 años en vivo. Roma: Arcana Música Srl. 128 Págs.
- 2010: Carrasco, Eduardo. Inti-Illimani: Storia e Mito. Roma: Il Margine Casa Matrice, Collana Orizzonti, 128 págs.
- 2013: Salinas, Horacio. La canción en el sombrero. Historia de la música de Inti-Illimani. Santiago de Chile: Editorial Catalonia, 224 págs.